# 노사카정

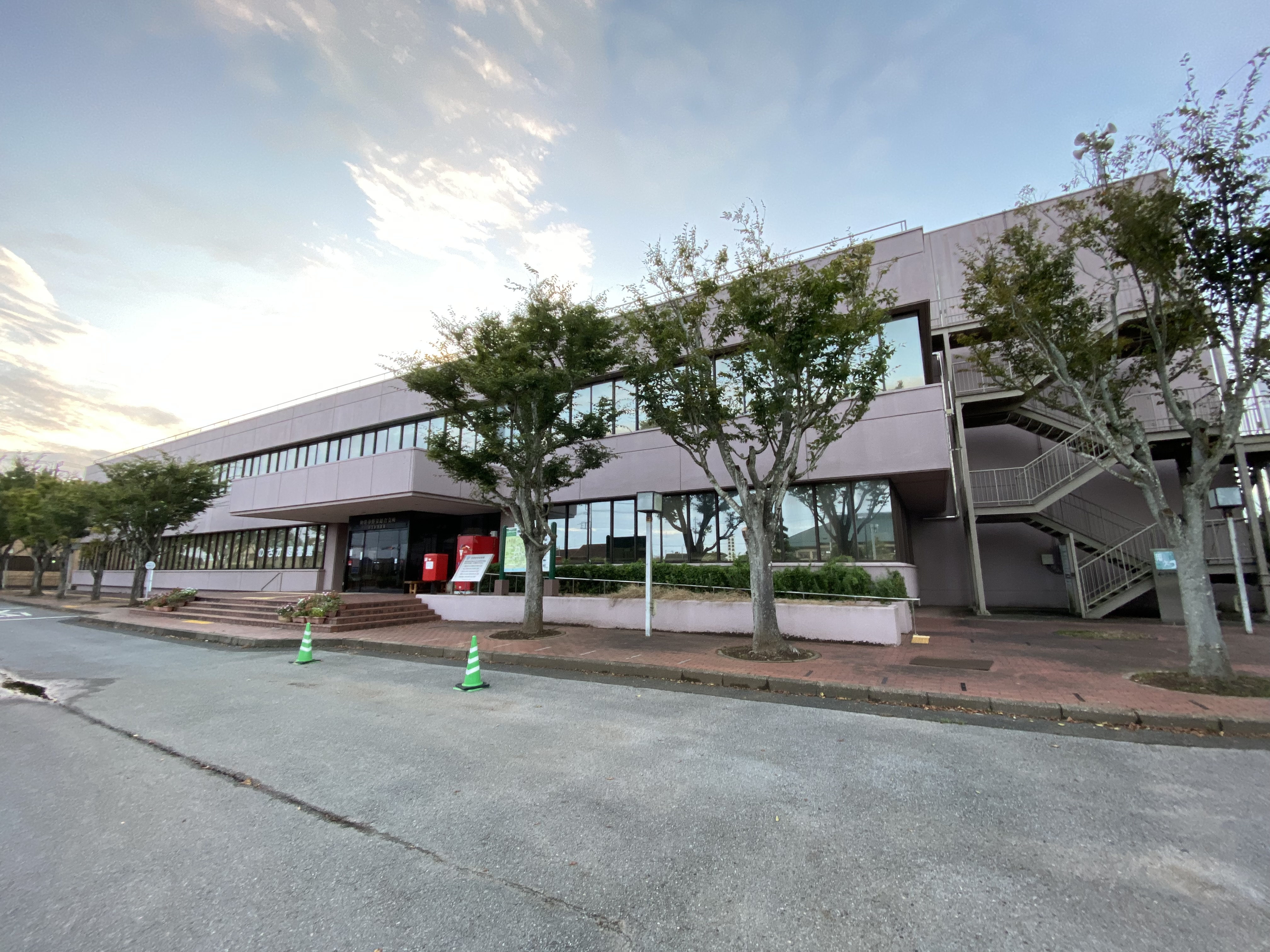

노사카정(野栄町)은 지바현 소사군에 속했던 정이다.
2006년 2월 23일에 인접한 요카이치바시와 합병해 소사시가 되었다.

## 역사
- 1889년 4월 1일 - 정촌제 시행과 함께 노다촌과 사카에촌이 성립하였다.
- 1954년 7월 17일 - 사카에촌, 노다촌이 합병해 노사카정이 성립하였다.
- 2006년 2월 23일 - 요카이치바시와 합병해 소사시가 되어 소멸하였다.

## 교통

### 철도
- 역은 설치되지 않았고 동일본 여객철도 소부 본선 요카이치바역에서 이용을 했었다.

### 도로
- 주요 지방도
- 지바현도 제30호선
- 지바현도 제48호선
- 지바현도 제49호선

- 도도부현도
- 지바현도 제122호선